# Teresa González de Fanning
Teresa González del Real (Nepeña, 12 de agosto de 1836 – Lima, 7 de abril de 1918), más conocida por su nombre de casada Teresa González de Fanning, fue una educadora, escritora y periodista peruana. Fundó el colegio de mujeres, denominado Liceo Fanning (año 1881), y es considerada como la precursora de la educación integral de la mujer, una educación que incluyese su formación laboral, para que así pudiese lograr su liberación, en los siglo XIX y principios del siglo XX, época en que aún se creía que la formación femenina debía estar orientada exclusivamente para el matrimonio y las tareas conyugales. 
Teresa González integró un grupo de notables peruanas del siglo XIX, que la historiadora Francesca Denegri considera como "la primera generación de mujeres ilustradas en el Perú". En efecto, contemporáneas suyas fueron Elvira García y García, Lastenia Larriva de Llona, Mercedes Cabello de Carbonera, Clorinda Matto de Turner, María Jesús Alvarado Rivera y Juana Manuela Gorriti.
Su nombre ha quedado perennizado en la gran unidad escolar (hoy Institución Educativa Teresa González de Fanning) que empezó a funcionar en 1952 en el distrito limeño de Jesús María.

## Biografía
Fue hija de Jerónimo González, profesor y cirujano español, y de Josefa del Real y Salas. Nació en la Hacienda San José de las Pampas. Recibió una esmerada educación, basada esencialmente en la lectura de los clásicos. Desde muy joven se orientó a la creación literaria, interesándose fundamentalmente por las costumbres sociales y la educación. Sus primeros ensayos los firmó con los pseudónimos de Clara del Risco, María de la Luz, y otros más.
Cuando aún no cumplía los diecisiete años contrajo matrimonio con el joven marino Juan Fanning García, miembro de una rica familia oriunda de Lambayeque. Tuvo dos hijos (Jorge y Emma) y pudo armonizar las labores domésticas con las intelectuales, pues continuó escribiendo artículos y narraciones que tuvieron aceptación. Pero su desgracia empezó a raíz de una sublevación de los peones de su hacienda, lo que motivó su huida a Lima en condiciones muy penosas, que precipitaron la muerte de sus dos pequeños hijos.
Después de la Guerra del Pacífico y del fallecimiento de su esposo en la Batalla de Miraflores Teresa auspició una contribución llamada «ofrenda patriótica de los vecinos de Lima», por la que se recaudó 9.600 soles. En reconocimiento a esta labor, el comité patriótico del valle de Chicama la premió con una medalla de oro.
Posteriormente Teresa decidió fundar un colegio para señoritas, el Liceo Fanning, en su casa de la calle Faltriquera del Diablo (hoy Portal de Belén o Portal de Zela en la Plaza San Martín), labor que realizó con el auxilio de sus hermanas Enriqueta y Elena (3 de marzo de 1881). Dicho colegio llegó a ser el mejor de su tiempo y el preferido de las distinguidas familias de Lima, no solo por sus métodos de enseñanza, sino por la importancia que concedió a la educación sobre la instrucción. Consideró que ya había llegado la hora en que la mujer debía prepararse para la vida y no limitarse al papel de esposa y madre, rompiendo así una de las mayores taras de la sociedad conservadora del siglo XIX.
Al mismo tiempo abogó intensamente por la enseñanza técnica y laboral, y por la idea de que la educación moral, la intelectual y la física debían complementarse. En el Liceo Fanning, bajo su dirección, ponía en práctica todos estos planteamientos; se enseñaban matemáticas, gramática, geografía, economía doméstica, historia del Perú y sobre religión, además se utilizaban también los libros escritos por ella misma. 
Se mantuvo al frente de su Liceo, hasta que por razones de edad tuvo que dejarlo. Al ser traspasado el Liceo a Elvira García y García (1 de marzo de 1892), mantuvo su nombre inicial y continuó con la enseñanza según la orientación trazada por Teresa.
Simultáneamente con su labor educativa, Teresa González continuó con éxito su carrera literaria, optando por abandonar el uso del pseudónimo y firmando con su nombre sus publicaciones, como una manera de demostrar su liberación femenina. De 1876 a 1877 participó en las veladas literarias de Juana Manuela Gorriti. Fue socia del Club Literario y del Ateneo de Lima. Escribió muchas novelas, de corte romántico.
Terció en una polémica entre Elvira García y García y Lastenia Larriva de Llona en la que la primera defendía la educación laica y la segunda la religiosa. Teresa se mostró defensora de los colegios laicos, afirmando que la educación que en ellos se impartía era más completa y más efectiva, y cristalizaba mejor el ideal de igualdad de conocimientos y de preparación entre hombres y mujeres. Puso como ejemplo el Liceo Fanning, dirigido entonces por la misma Elvira García. En un artículo que publicó el 29 de enero de 1898 en El Comercio, insistió en demostrar la conveniencia de educar laicamente a la mujer, concluyendo de esta manera:

La educación de la mujer es la base sobre la que se alza el edificio social. De ella depende el edificio de la familia, ese laboratorio de hombres, de donde han de salir los ciudadanos que den lustre a la patria o que la hundan en el abismo del retroceso.

Murió el 7 de abril de 1918, víctima de una neumonía, a la avanzada edad de 82 años. En toda ocasión, hasta su último instante, demostró humildad y grandeza, pidiendo a sus familiares que su sepelio se realizase en privado. Fue enterrada en el Cementerio Presbítero Maestro.
Como homenaje póstumo, Manuel Beltroy (escritor y funcionario del Ministerio de Educación del Perú) consiguió que se diera a una gran unidad escolar (hoy Institución Educativa) el nombre de Teresa González de Fanning, que empezó a funcionar en 1952 en un local construido en terrenos del actual distrito de Jesús María, en Lima.

## La educación femenina
Una colección de artículos suyos publicados en el diario El Comercio de Lima fueron recopilados en un folleto titulado La educación femenina (1898). Hizo allí una crítica franca, valiente y elevada sobre la condición en que estaba entonces el proceso de la formación cultural de la mujer, orientada exclusivamente a prepararla para el matrimonio y ser una buena esposa y una buena madre. Rechazó este tipo de educación, que fomentaba el estudio de la música, el francés, y algo de letras y cálculos básicos como toda preparación para enfrentar el mundo, planteando en su reemplazo una educación más amplia y completa, con connotación práctica, que favoreciese una formación laboral que permitiese a la mujer emanciparse de la dependencia del marido al tener una fuente de ingresos propia. En los niveles más bajos, sugirió una educación más práctica para la vida cotidiana, lo que incluía aprender un oficio; para los niveles medios y acomodados planteó una educación más ilustrada, abierta al mundo exterior y con manejo de disciplinas científicas y filosóficas. Además, sostuvo de que la educación debía ser laica, pues las religiosas, al carecer de familia y vivir apartadas de la sociedad, no poseían las experiencias necesarias para la formación de las mujeres. No fue escuchada ni tomada en cuenta entonces, pero ahora se le reconoce como precursora del cambio en la formación educativa de la mujer.

## Obras
Aparte de algunos manuales escritos para la enseñanza de las niñas, publicó las siguientes novelas, de corte sentimental o romántico: 
- Ambición y abnegación (1886), novela corta.
- Regina (1886), obra de estilo castizo y depurado que mereció ser premiada con una medalla de plata en el concurso internacional promovido por el Ateneo de Lima, el 15 de septiembre de 1886.
- Lecciones de Geografía Universal (1897).
- Indómita (1904), novela corta, en cuyas páginas retrató su voluntad de vencer el destino.
- Roque Moreno (1904), novela histórica que se publicó por entregas en una revista de Derecho de Buenos Aires.
- Educación femenina. Colección de artículos pedagógicos, morales y sociológicos (1905).
- Educación doméstica y social de la mujer (1911). Publicada en las actas del Primer Congreso femenino internacional de la República Argentina. (páginas 275-280)

Además:
- Lucecitas (Madrid, 1893), reunión de narraciones, relatos y ensayos ocasionales, que habían sido publicados antes en los periódicos limeños, y con un prólogo elogioso de Emilia Pardo Bazán, la célebre escritora española.

Colaboró también con artículos de opinión en los diarios El Comercio, El Correo del Perú, El Perú Ilustrado, La Alborada, El Semanario del Pacífico, La Patria y El Nacional. Una parte de ellos sirvió para dar cuerpo a su libro ya mencionado: La educación femenina (1898, segunda edición ampliada en 1905), descrito como “colección de artículos pedagógicos, morales y sociológicos”.